# عروض آل شائع (القطن)
'

تعديل مصدري - تعديل

عروض ال شائع هي إحدى قرى عزلة وادي سر بمديرية القطن التابعة لمحافظة حضرموت، بلغ تعداد سكانها 29 نسمة حسب تعداد اليمن لعام 2004.